# 老沙逊洋行

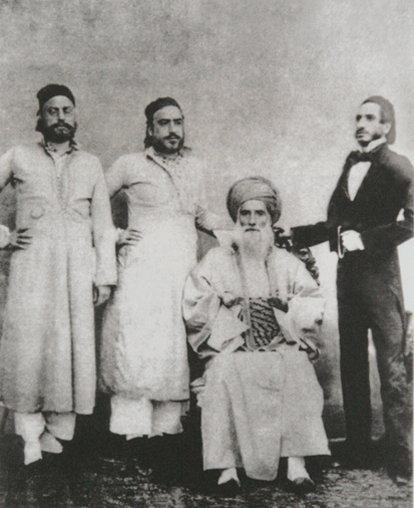
大卫·沙逊和他的儿子们：伊利亚斯·大卫·沙逊、阿尔伯特·大卫·沙逊 & 沙逊·大卫·沙逊

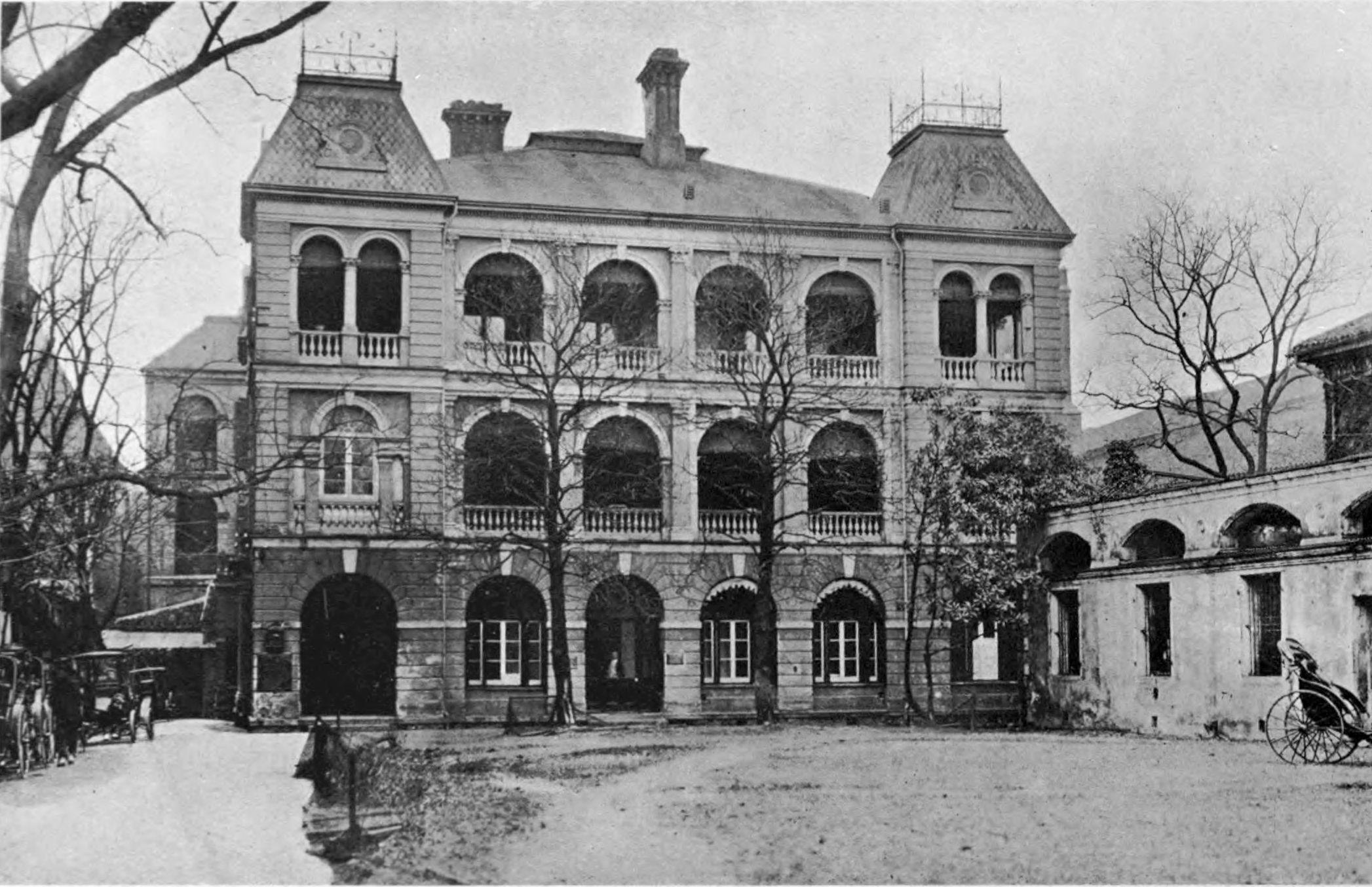
1908年上海老沙逊洋行

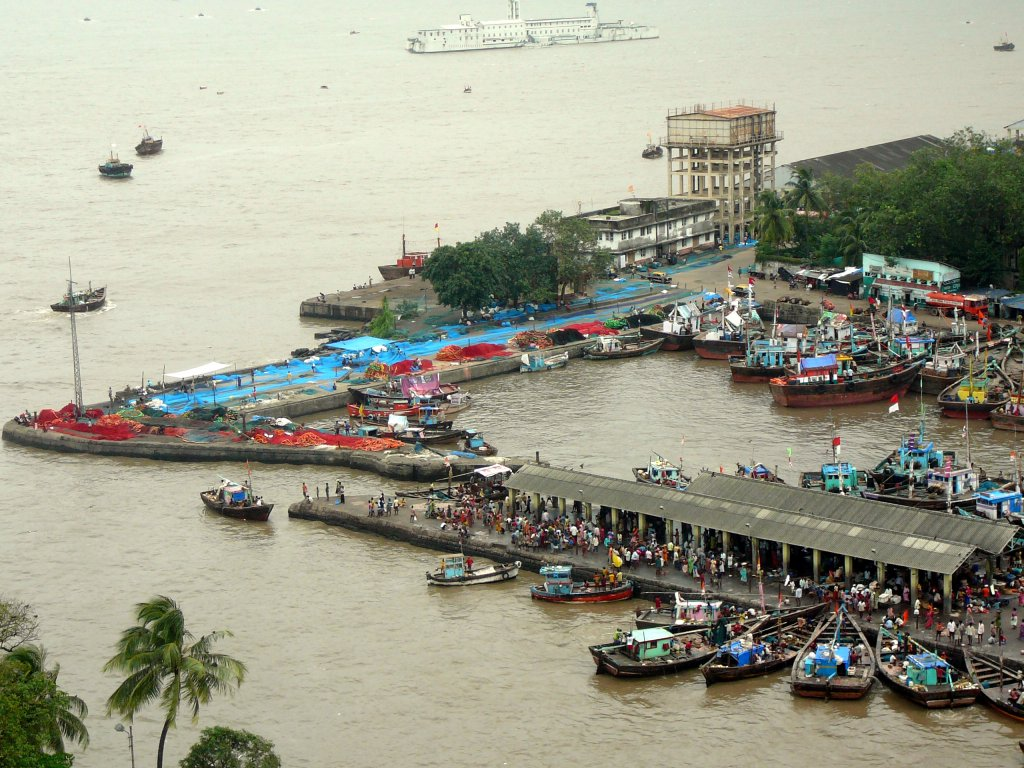
沙逊船坞

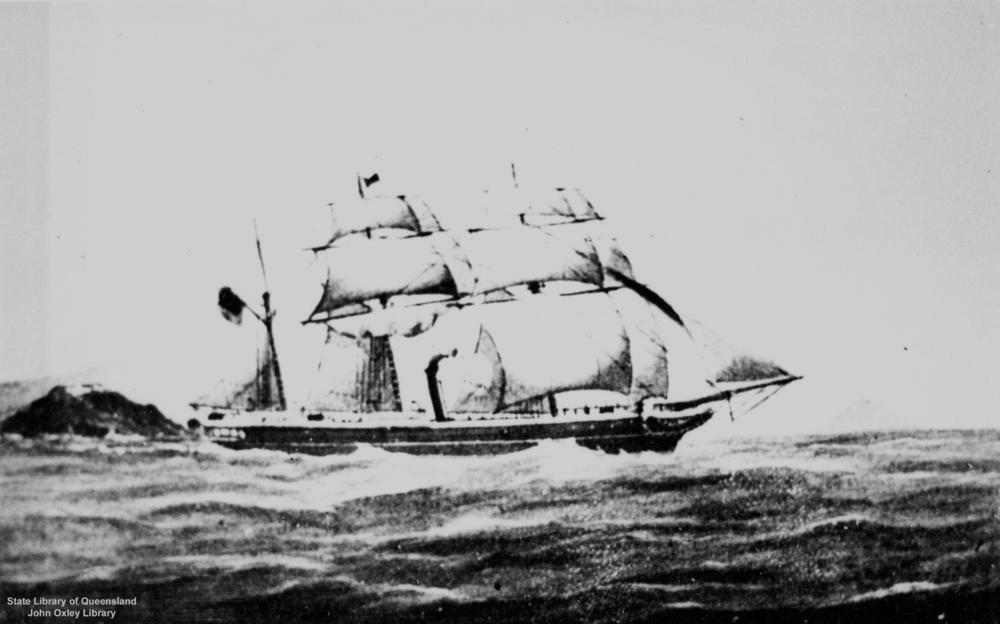
The steamliner "Chusan", built in 1851 for P&O, bought by the Shanghai branch of David Sassoon & Sons in 1861

老沙逊洋行（David Sassoon & Co., Ltd.）是19世纪和20世纪初的一个贸易公司，主要在印度、中国和日本经营。 

## 历史
老沙逊洋行于1832年在英属印度的孟买成立，由巴格达犹太人商人大卫·沙逊（1792–1864） 在孟买创立。洋行最初设于罗望子街（Tamarind Street）9号的一处小账房（现已不存在），从事银行活动和房地产投资。但很快，它就开始成功地经营各种商品，如贵金属、丝绸、树脂、香料、羊毛和小麦。后来，改为专门从事从孟买到中国的印度棉纱和鸦片贸易。1842年签订的南京条约结束了英国与清朝之间的鸦片战争，鸦片贸易更为繁荣。为了快速运输鸦片，老沙逊洋行拥有自己的飞剪式帆船。
老沙逊洋行在印度、中国、日本、波斯湾和英国设立了分支机构：加尔各答、卡拉奇、香港（1843）、广州、汉口、上海（1845）、神户、长崎、横滨、巴格达、伦敦、曼彻斯特。
如同罗斯柴尔德家族在欧洲的做法一样，大卫·沙逊也把他的许多儿子任命为新成立的各地分公司的负责人。起初他一直是 公司的唯一所有者，直到1852年，他的儿子阿尔伯特·大卫·沙逊（1818–1896）才成为合伙人，不久之后，次子伊利亚斯·大卫·沙逊（1820–1880）也加入进来。
在1860年代，老沙逊洋行开始在印度和中国之间的鸦片贸易中占据主导地位。通过直接从印度生产商那里购买未收获的作物，它打败了那些从中间商那里获得供应的英国竞争对手。曾经主导印中鸦片贸易的宝顺洋行于1867年宣告破产，怡和洋行也在1872年结束了鸦片贸易，其最后一个主要客户，孟买的″Rustomjee Eduljee″宣告关闭 到那时，老沙逊洋行控制了约占印度鸦片交易量的70%。
1867年，公司的创始人大卫·沙逊去世三年之后，他的次子伊利亚斯·大卫·沙逊由于与其他兄弟之间的个人怨恨，脱离了家族公司，成立自己的新公司，称为新沙逊洋行，在孟买和上海的办公室，经营干果、金属、茶叶、丝绸、香料和樟脑，而且很快显示出比老沙逊洋行更有活力，到爱德华时代后期，其资本（125万至150万英镑）已经是老沙逊洋行资本（50万英镑）的2至3倍。
但老沙逊洋行也有所发展。1872年，为了更好地进入资本和信息市场，它将其总部从孟买迁往伦敦利德贺街12号。1874年，老沙逊洋行在孟买建立了一家新的子公司，沙逊纺织公司（Sassoon Spinning and Weaving Company），当时该公司在孟买开设了七家纺织厂。1875年，老沙逊洋行建造了孟买第一个商业湿船坞沙逊船坞（Sassoon Docks），服务于印度棉花的国际贸易。1883 年，该公司开办了沙逊丝厂（Sassoon & Alliance Silk Mill Co. Ltd.），进入丝绸制造业务。该公司还在香港、广州和华北收购了大量财产。老沙逊洋行还作为东亚和东南亚许多其他公司的代理人, 例如在香港代理诺威治联合保险公司的火灾和海上保险，兰开夏郡保险公司（今天是RSA保險集團的一部分），以及Apcar Line公司, 经营加尔各答–香港和日本–上海的汽船航线。
虽然老沙逊洋行坚持传统的贸易业务，但是从初期就参与了银行业务。1865年，老沙逊洋行和一批英国商人联合创办了汇丰银行，并且在1873年英国-加州银行（后来被富国银行收购）创立中起重要作用。1889年，波斯帝国银行成立时，主要由老沙逊洋行、格林米尔斯公司和施罗德公司提供资金。。 
大卫·沙逊的儿子阿尔伯特·大卫·沙逊接替他的父亲，随后将生意移交给爱德华·阿尔伯特·沙逊从男爵。在爱德华·沙逊爵士的领导下，1901年，老沙逊洋行改组为一家股份有限公司，资本为50万英镑。虽然没有公开发行，但是首次向不属于沙逊家族的公司主要经理发放股票。重组是必要的，在印度和中国都加紧完成，尤其是面临日本制造商日益严峻的挑战。。
1907年，英国签署了一项条约，同意在未来十年内逐步取消对中国的鸦片出口，而中国则同意在这一时期根除国内的鸦片生产。在这项条约之后，老沙逊洋行退出鸦片贸易，最终完全停止，尽管长期以来这一直是其主要商业利益之一。
1912年爱德华·沙逊爵士去世后，他的叔叔弗雷德里克·大卫·沙逊（Frederick David Sassoon，1853–1917年）, 大卫·沙逊最小的儿子, 是公司的主导人。1917年弗雷德里克·沙逊去世后，表弟大卫·古巴伊（1865-1928）担任主席，直到1926年去世。古巴伊结束了沙逊家族对老沙逊洋行的直接管理。菲利普·沙逊爵士（1888-1939 年）虽然持有公司的股份，但只是作为名义上的董事长参与公司的管理。
第二次世界大战以后，老沙逊洋行最终出售给瑞士的瑞银集团 。